# Mollisia fungorum
Mollisia fungorum är en svampart som först beskrevs av Kirchn., och fick sitt nu gällande namn av Rehm 1891. Mollisia fungorum ingår i släktet Mollisia och familjen Dermateaceae.   Inga underarter finns listade i Catalogue of Life.